# Hugo Wieslander
Karl Hugo Wieslander (Ljuder, 11 de junho de 1889 — Estocolmo, 24 de maio de 1976) foi um decatleta e campeão olímpico sueco.
Ele foi o detentor da primeira melhor marca mundial do decatlo, num torneio em Gotemburgo, Suécia, em 1911. Em Estocolmo 1912, ele competiu na prova e ao final das dez modalidades conquistou a medalha de prata, 688 pontos atrás do nativo norte-americano Jim Thorpe, campeão olímpico. No ano seguinte, entretanto, quando descobriu-se – na era do esporte puramente amador – que Thorpe havia ganho dinheiro jogando basquetebol profissionalmente em 1909 e 1910 por uma pequena liga da Carolina do Norte nos EUA, o americano teve sua medalha e seu título retirados, sendo ela concedida à Wieslander.
O sueco, porém, recusou-se a receber fisicamente a medalha, considerando que havia sido legitimamente batido por Thorpe em Estocolmo – o mesmo fato aconteceu com o pentatlo, também ganho por Thorpe, com a medalha de ouro sendo concedida ao segundo colocado, o norueguês Ferdinand Bie, que assim como Wiesland, a recusou. Por quase setenta anos ele foi considerado o único campeão olímpico do decatlo daqueles Jogos, mesmo jamais tendo aceito a medalha, até 1982, quando o Comitê Olímpico Internacional decidiu devolver título e medalha a Jim Thorpe, morto em 1953, considerando porém Wieslander oficialmente como co-campeão.